# People (magazin)
A People (ejtsd: pípl, eredeti neve People Weekly) egy amerikai bulvármagazin, melynek tulajdonosa a Time Warner. A hetilapot 2005 októberében az Advertising Age az év magazinjának választotta.
A magazin honlapja, amely kizárólag a sztárhírekre fókuszál, 2007 februárjában 39,6 millió oldalletöltést produkált a Golden Globe-díjkiosztó napján. Egy hónappal később a weboldalnak az Oscar-díjkiosztó idején 51,7 millió oldalletöltése volt.
A People legnépszerűbb különkiadványai (évente jelennek meg): A legszebb emberek (angolul Most Beautiful People), A legjobban öltözöttek (angolul The Best Dressed) és A legszexisebb férfi a világon (angolul The Sexiest Man Alive).
A magazin központi szerkesztősége New Yorkban található; Los Angelesben és Londonban fiókszerkesztőség működik. Az Austinban, a Miamiban és a Chicagóban működő szerkesztőségeket gazdasági okok miatt 2006-ban bezárták.
2010. március 30. óta elérhető a hetilap görög kiadása.

## Története
Az újságot Dick Durrell és Matthew Maynard alapította. Kezdetekkor a People csak egy rovat volt a Time magazinban. A magazin először fekete-fehérként jelent meg, első főszerkesztője Richard Stolley volt. 1996-ban a Time Inc. elindította a People spanyol nyelvű változatát, a People en Español-t. A hetilap ausztrál változata a Who.
A magazin történetében először 4,1 millió dollárt fizettek, Shiloh Nouvel Jolie-Pitt újszülött képeiért a szülőknek: Angelina Jolienak és Brad Pittnek. Ez a lapszám 26.5 milliós olvasottságot hozott a People magazinnak.

## A legszexisebb férfi a világon
A magazin 1985 óta minden évben megszavaztatja az olvasóit a világ legszexisebb férfijáról. Ezt a címet általában hírességek kapják, a Time magazin Az év embere címhez hasonlóan. A cím kialakulása onnan ered miszerint egy női szerkesztő felkiáltott: "Úristen, ő a legszexisebb férfi világon!". Az első évtizedben nem rendszeres időközönként hozták nyilvánosságra a nyertest, csak 1997 óta kapott állandó időpontot, általában november közepén és december elején rendezik.
| Év         | Név                 | Kor | Megjegyzés |
| ---------- | ------------------- | --- | --- |
| 1985-02-04 | Mel Gibson          | 29  | |
| 1986-01-27 | Mark Harmon         | 34  | |
| 1987-03-30 | Harry Hamlin        | 35  | |
| 1988-09-12 | John F. Kennedy     | 27  | 18 hónap alatt választották. Ő volt a legfiatalabb nyertes. Az egyetlen aki nem színész. Az első aki meghalt a nyertesek közül. |
| 1989-12-16 | Sean Connery        | 59  | A legidősebb, aki elnyerte a címet. Az első nyertes, aki James Bondot alakította. Az első nem amerikai nyertes.                 |
| 1990-07-23 | Tom Cruise          | 28  | |
| 1991-07-23 | Patrick Swayze      | 39  | A második, aki meghalt a nyertesek közül.                                                                                       |
| 1992-03-16 | Nick Nolte          | 51  | |
| 1993-10-19 | Richard Gere        | 44  | Egy év kihagyással, a legszexisebb férfi helyett a legszexisebb pár.                                                            |
| 1993-10-19 | Cindy Crawford      | 27  | Egy év kihagyással, a legszexisebb férfi helyett a legszexisebb pár.                                                            |
| 1995-01-30 | Brad Pitt           | 31  | Az első, aki kétszer nyert. |
| 1996-07-29 | Denzel Washington   | 41  | Az első afroamerikai választott                                                                                                 |
| 1997-11-17 | George Clooney      | 36  | |
| 1998-11-16 | Harrison Ford       | 56  | |
| 1999-11-15 | Richard Gere        | 50  | Második alkalommal |
| 2000-11-13 | Brad Pitt           | 36  | Második alkalommal |
| 2001-11-26 | Pierce Brosnan      | 48  | A második, aki James Bondot alakította.                                                                                         |
| 2002-12-02 | Ben Affleck         | 30  | |
| 2003-12-01 | Johnny Depp         | 40  | |
| 2004-11-29 | Jude Law            | 31  | |
| 2005-11-28 | Matthew McConaughey | 36  | |
| 2006-11-27 | George Clooney      | 45  | Második alkalommal |
| 2007-11-26 | Matt Damon          | 37  | |
| 2008-11-25 | Hugh Jackman        | 40  | Az első ausztrál, aki nyert. |
| 2009-11-18 | Johnny Depp         | 46  | Második alkalommal. |
| 2010-11-17 | Ryan Reynolds       | 34  | Az első kanadai aki nyert. |

## Fordítás
- Ez a szócikk részben vagy egészben  a   People (magazine) című angol Wikipédia-szócikk fordításán alapul.  Az eredeti cikk szerkesztőit annak laptörténete sorolja fel. Ez a jelzés csupán a megfogalmazás eredetét és a szerzői jogokat jelzi, nem szolgál a cikkben szereplő információk forrásmegjelöléseként.